# Platynectes neoguineensis
Platynectes neoguineensis là một loài bọ cánh cứng trong họ Bọ nước. Loài này được Guéorguiev & Rocchi miêu tả khoa học năm 1993.